# Castillo de Baena
El castillo de Baena o castillo árabe de Baena es una fortaleza ubicada en el punto más alto del municipio de Baena, situado en la provincia de Córdoba, España. Se encuentra protegido bajo la categoría de Bien de Interés Cultural como Monumento desde 1985.

## Historia
Las primeras referencias al castillo de Baena son dadas por historiadores musulmanes desde finales del siglo IX, durante las revueltas del rebelde Omar ibn Hafsún contra el Emirato de Córdoba. Cuando las tropas de Fernando III de Castilla, apodado el Santo, tomaron posesión de Baena en el año 1241, el castillo pasó a ser una de las más destacadas fortalezas del sur del reino de Córdoba y también uno de los más destacados enclaves de la frontera de este último con la del reino nazarí de Granada. En el lugar donde se encontraba la mezquita islámica se dedicó una capilla a San Bartolomé.
La Corona castellana se mantuvo como propietaria de la fortaleza hasta 1386, en la que el monarca Juan I de Castilla le entrega la villa a Diego Fernández de Córdoba, quedando el castillo bajo jurisdicción de la Casa de Córdoba y más adelante de la rama de la Casa de Cabra. A partir de la finalización de la Guerra de Granada, perdió su condición de lugar estratégico y pasó a tener una de las residencias principales de los condes. En 1566, le fue otorgado al V conde de Cabra, Gonzalo Fernández de Córdoba, el título de duque de Baena por Felipe II.
La estructura se conservó casi intacta hasta 1879, cuando la familia noble vendió la fortaleza y comenzó a ser usada como cantera y en su recinto se alzaron algunos edificios, demoliéndose un arco de herradura a mediados del siglo XX. Su patio de armas fue utilizado como depósito de agua entre 1927-59, causando graves destrozos históricos. Desde entonces se encontraba en estado ruinoso, algunos autores incluso afirmaron categóricamente que a partir de los restos que han sobrevivido «aún es posible hacerse una idea de su envergadura y de la importancia que debió tener».

### Apertura al público
En 2005 comenzaron unas obras de restauración y reconstrucción del recinto fortificado que llegaron a un coste de cinco millones de euros, siendo un millón abonado por el Ayuntamiento y el resto por el Gobierno español. Primero se realizaron las catas arqueológicas y de investigación, mientras que las obras de reconstrucción tuvieron lugar en 2011 y finalizaron en agosto de 2016. La inauguración oficial se realizaría el 13 de septiembre de 2016.

## Descripción
El castillo de Baena no debe ser confundido con la muralla o cerca que circundaba Baena y dentro del cual se hallaba. El castillo era de planta cuadrada y medía aproximadamente setenta metros de largo por treinta y siete de ancho, y aunque en la actualidad apenas quedan restos del mismo, sí han llegado hasta nuestros días algunos restos de sus muros, edificados con sillería y mampostería, y también tres de sus cuatro torres ubicadas en sus esquinas y llamada una del Secreto, otra de los Cascabeles y la última de las Cinco Esquinas o de las Arqueras.
Esta última torre, edificada con ladrillos y argamasa, dispone de saeteras en dos de sus lados y también de una ventana cegada con cemento que tenía forma lobular, y la tradición oral afirma que fue en esta torre donde estuvo prisionero el rey Boadbil de Granada, aunque entre los siglos XVI y XVII fue profundamente reformada y quedó convertida en una capilla.

### El recinto amurallado
El castillo de Baena se halla en un extremo de la población, aunque quedaba separado de la misma por una cerca o recinto amurallado que en la actualidad aún se conserva casi por entero. De dicha muralla aún sobreviven varios lienzos, algunas torres, y dos de sus puertas, próximas entre sí y con un marcado aspecto islámico, bóvedas y forma de recodo, llamándose una de ellas Arco de Consolación y la otra Arco Oscuro.
El Arco de Consolación, construido a base de mampostería, se encontraba abandonado en la década de 1990 y también enlucido, y el Arco Oscuro, que fue edificado con ladrillos y sillarejo, fue reconstruido y dispone de un tejado con cubiertas a cuatro aguas, siendo necesario destacar que en su interior hay una estancia cubierta con un artesonado mudéjar y que en ella se reunía en siglos pasados el cabildo de Baena.
Entre los dos arcos o puertas mencionados anteriormente se halla un lienzo de la muralla que protegía el extremo sur de la población y que cuenta con algunos torreones y también con algunas almenas reconstruidas en época moderna. Además, en la parte norte del municipio se halla otro lienzo de la muralla en peor estado de conservación y en el que sobresale el llamado Arco de Santa Bárbara, edificado en el siglo XX y también una torre albarrana que fue descrita del siguiente modo a mediados de la década de 1990 por varios autores:

Una torre albarrana con función de coracha que avanza en pendiente desde la muralla por su ángulo nordeste, a la cual se puede acceder desde la Plaza de la Constitución, por un portón que comunica con un callejón abierto.